# Arctosa littoralis
Arctosa littoralis es una especie de araña araneomorfa del género Arctosa, familia Lycosidae. Fue descrita científicamente por Hentz en 1844.
Habita en América del Norte y Central (Interior de la Columbia Británica a Nueva Escocia, al sur de Panamá). La longitud del cuerpo es de 11-15 mm. Esta especie habita en lugares arenosos como playas, riberas de ríos, entre otros.